# Nagroda Karola Wielkiego
Międzynarodowa Nagroda Karola Wielkiego (niem. Karlspreis, od 1988 niem. Internationaler Karlspreis zu Aachen) – międzynarodowa nagroda ustanowiona w 1950 roku, przyznawana corocznie w Akwizgranie osobom lub instytucjom za wkład w rozwój jedności i demokracji w Europie.
Nagroda Karola Wielkiego jest najbardziej znaną polityczną nagrodą w Niemczech. Jej pierwszym laureatem był twórca idei Paneuropy, hrabia Coudenhove-Kalergi. Otrzymali ją również Winston Churchill, Jean Monnet, Robert Schuman, Helmut Kohl, Bronisław Geremek, Jan Paweł II, Donald Tusk, Tony Blair, Jacques Delors oraz Bill Clinton.

## Historia
Idea utworzenia nagrody im. Karola Wielkiego zrodziła się w 1949 r. w warunkach zimnej wojny i podzielonego świata w Akwizgranie, bowiem Akwizgran związany jest nierozłącznie z dziełem Karola Wielkiego, uważanego za prekursora integracji europejskiej. W grudniu 1949 roku dwunastoosobowy komitet założycielski ogłosił akt proklamujący, który legł u podwalin nagrody. Założeniem nagrody było promowanie dialogu pomiędzy narodami na rzecz pokoju i jedności. Pod koniec lat osiemdziesiątych po rozpadzie Związku Radzieckiego i zjednoczeniu Niemiec rada miasta Akwizgranu oraz członkowie kapituły przyznającej nagrodę dokonali zmian w tekście dokumentu proklamującego nagrodę. Polegały one m.in. na włączeniu państw Europy Wschodniej w proces integracji europejskiej i podkreśleniu roli, jaką Europa ma do odegrania w dziedzinie pojednania i zbliżenia Wschodu z Zachodem.
Ceremonia wręczania nagrody ma miejsce co roku w dzień Wniebowstąpienia Pańskiego, święto to jest w Niemczech dniem wolnym od pracy. Odbywa się ona w Sali Cesarskiej akwizgrańskiego ratusza zbudowanego na fundamentach pałacu Karola Wielkiego. Oprócz dyplomu i medalu, na którym wybita jest XII-wieczna pieczęć miejska Akwizgranu z wizerunkiem Karola Wielkiego, laureaci otrzymują czek na 5 tysięcy euro.

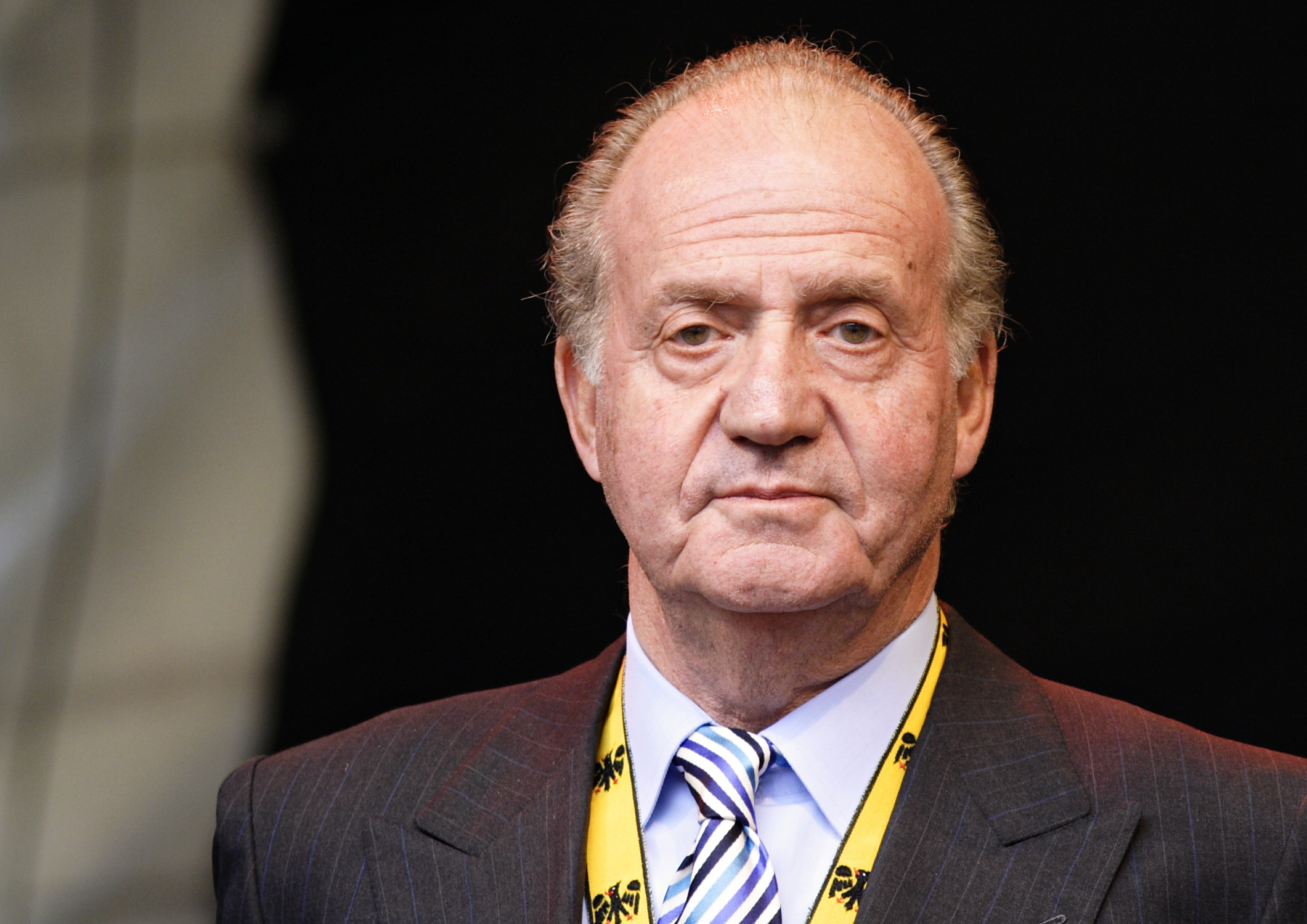
Juan Carlos I

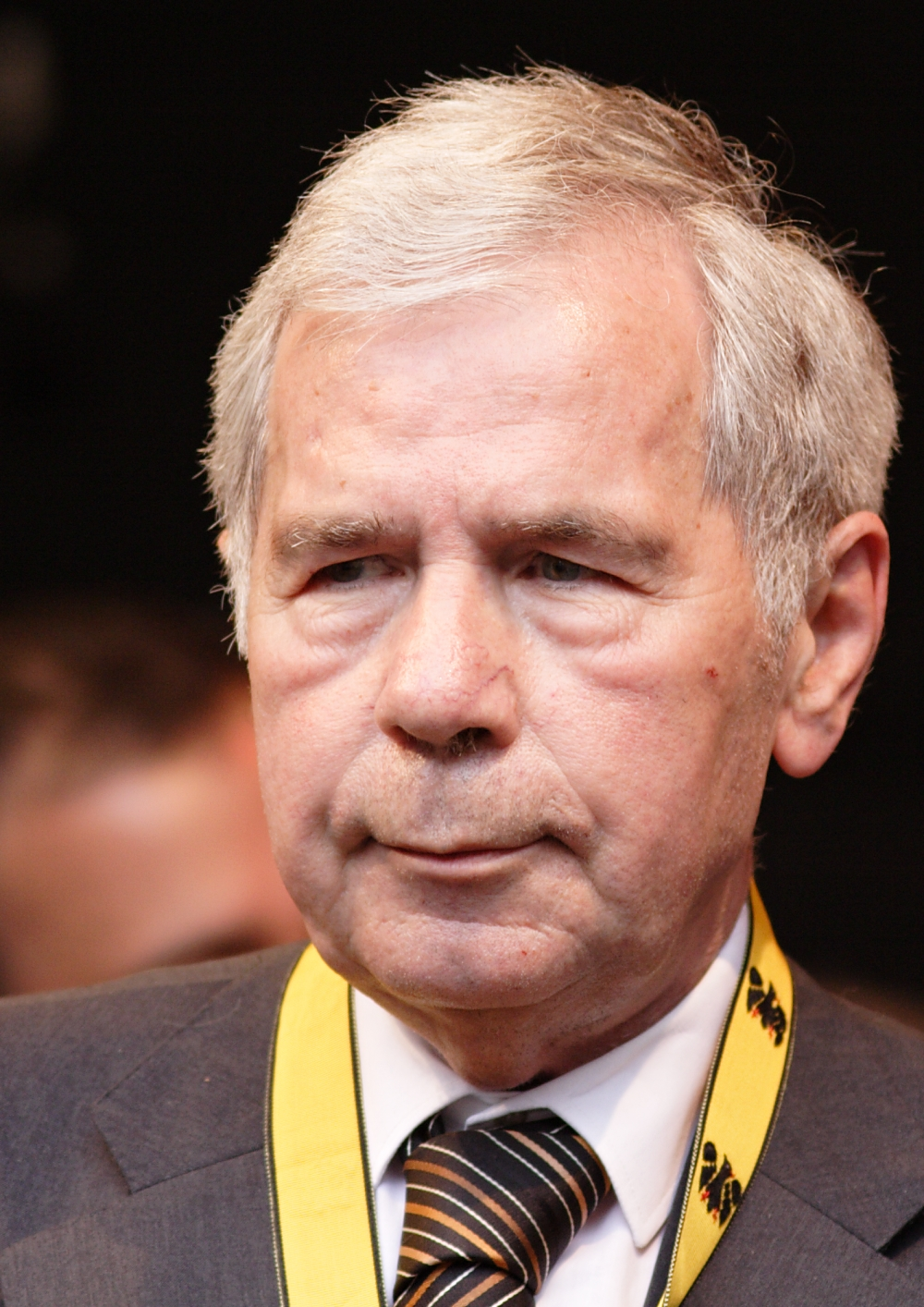
Gyula Horn

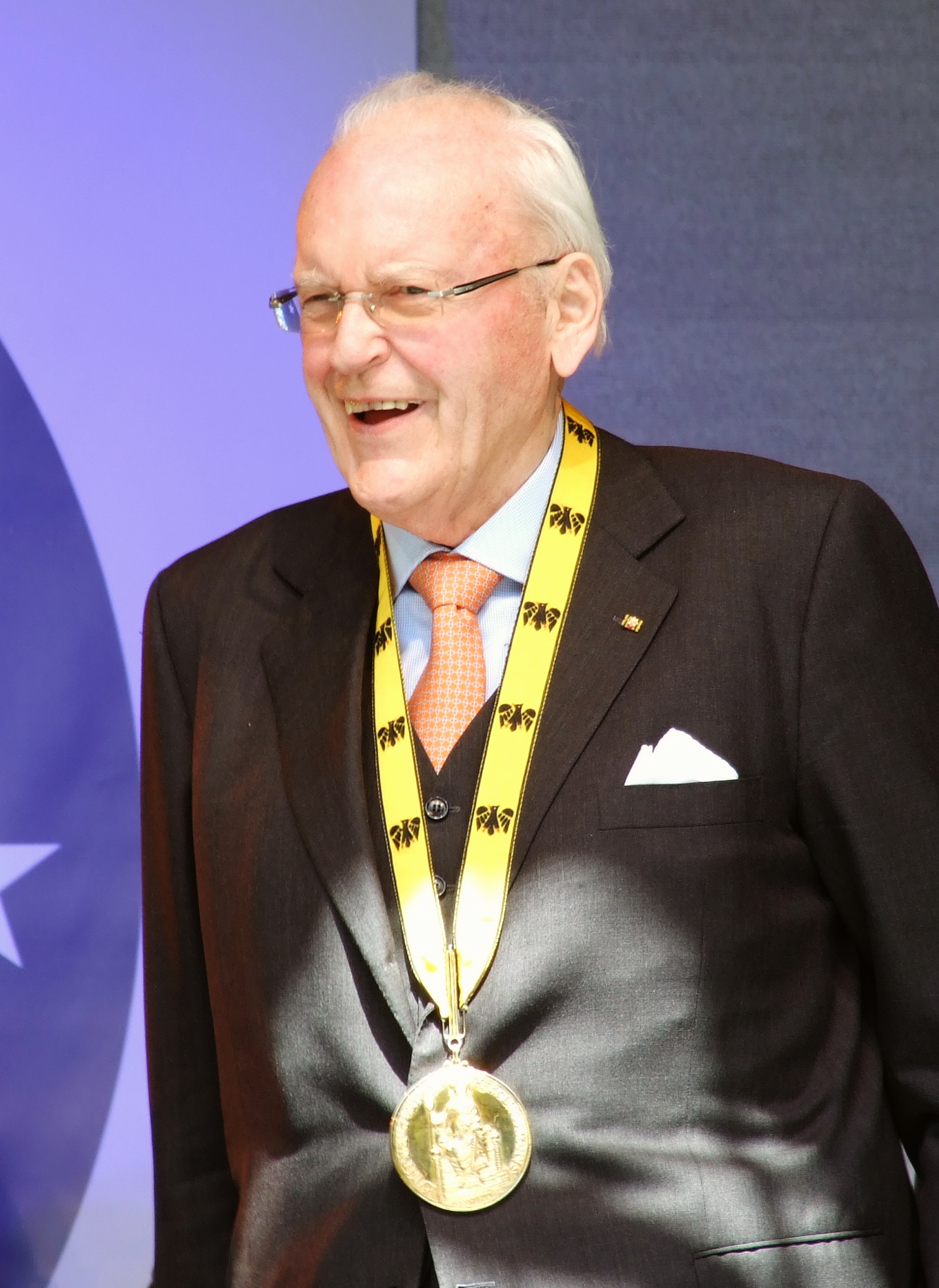
Roman Herzog

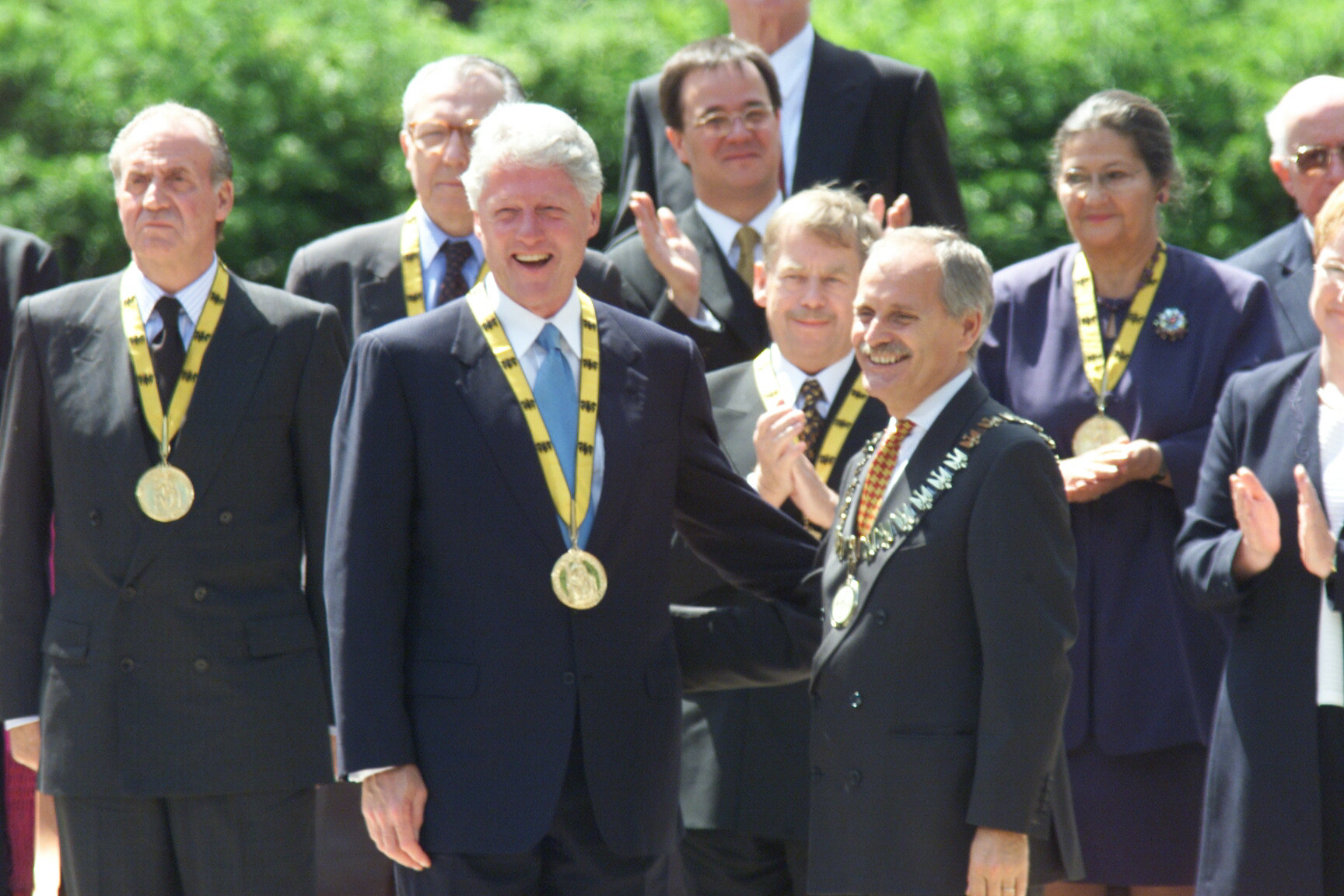
Bill Clinton

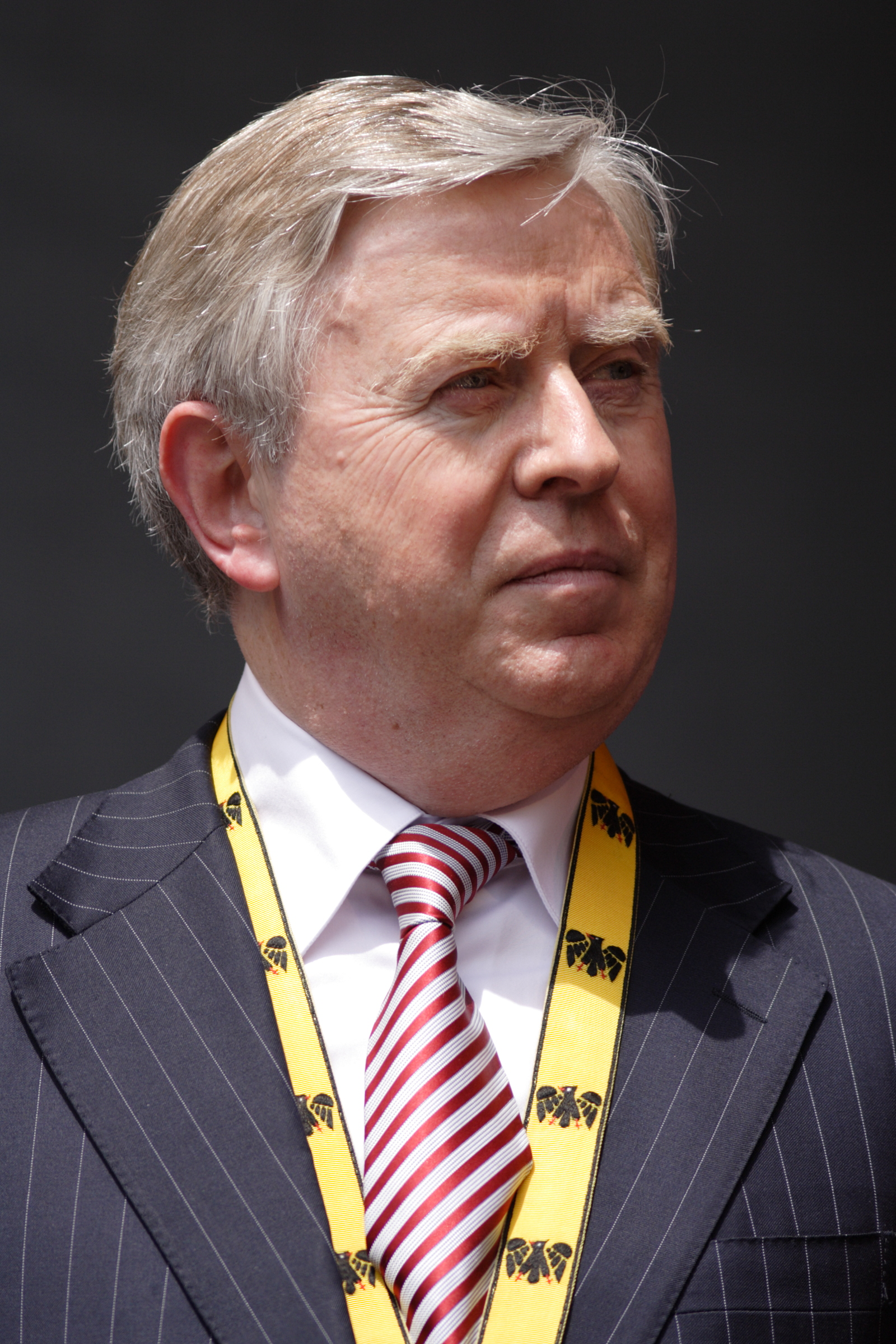
Pat Cox

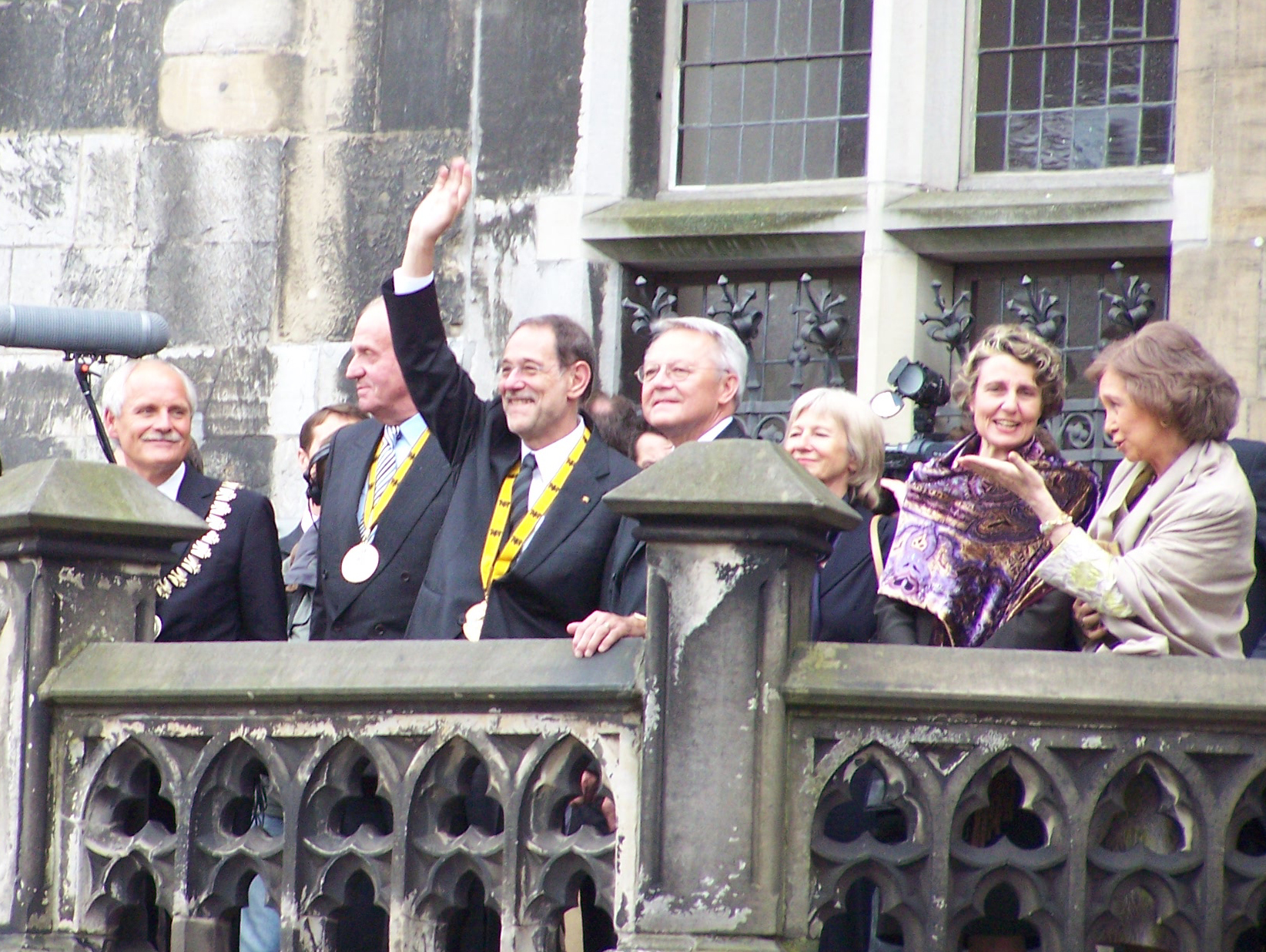
Javier Solana

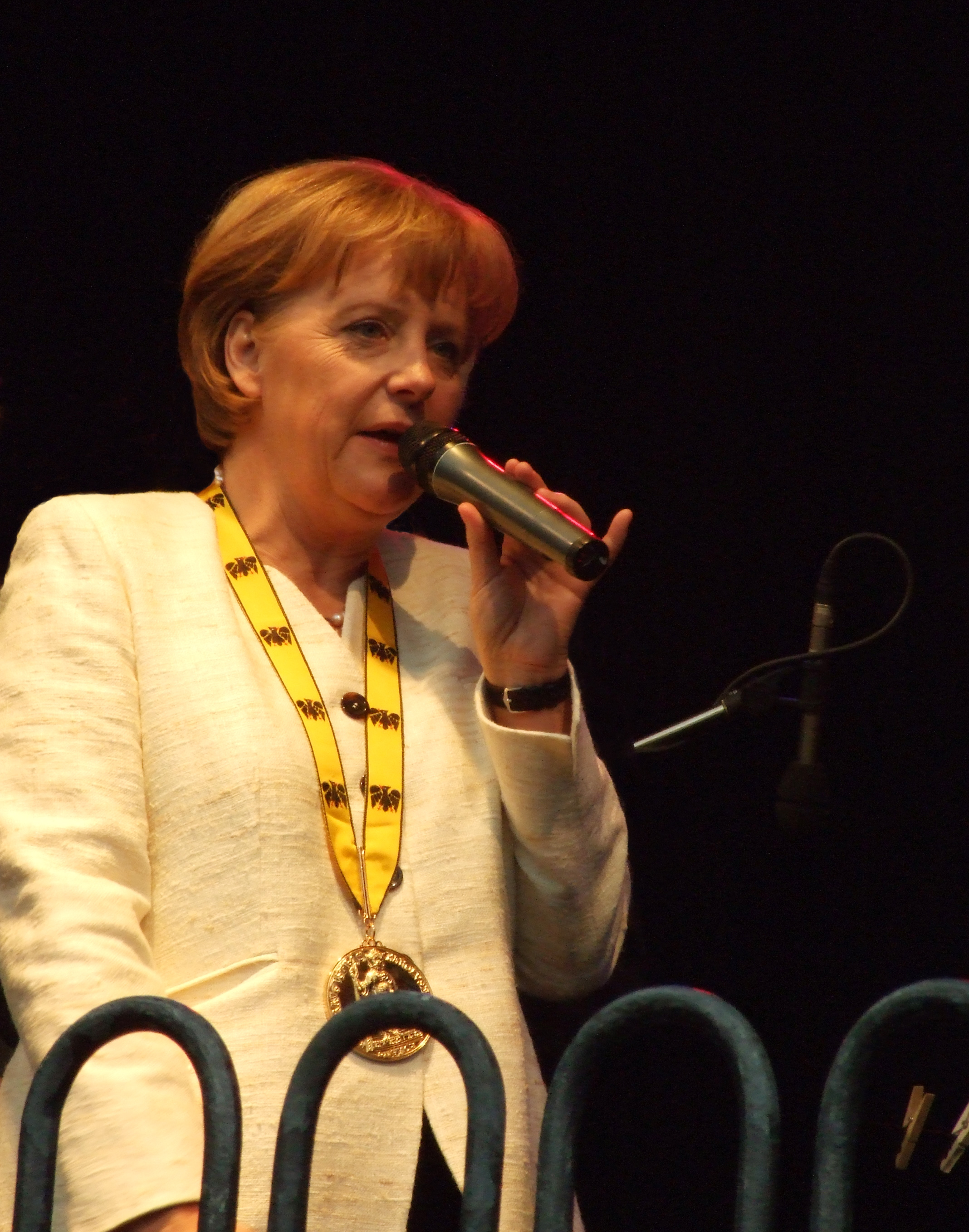
Angela Merkel

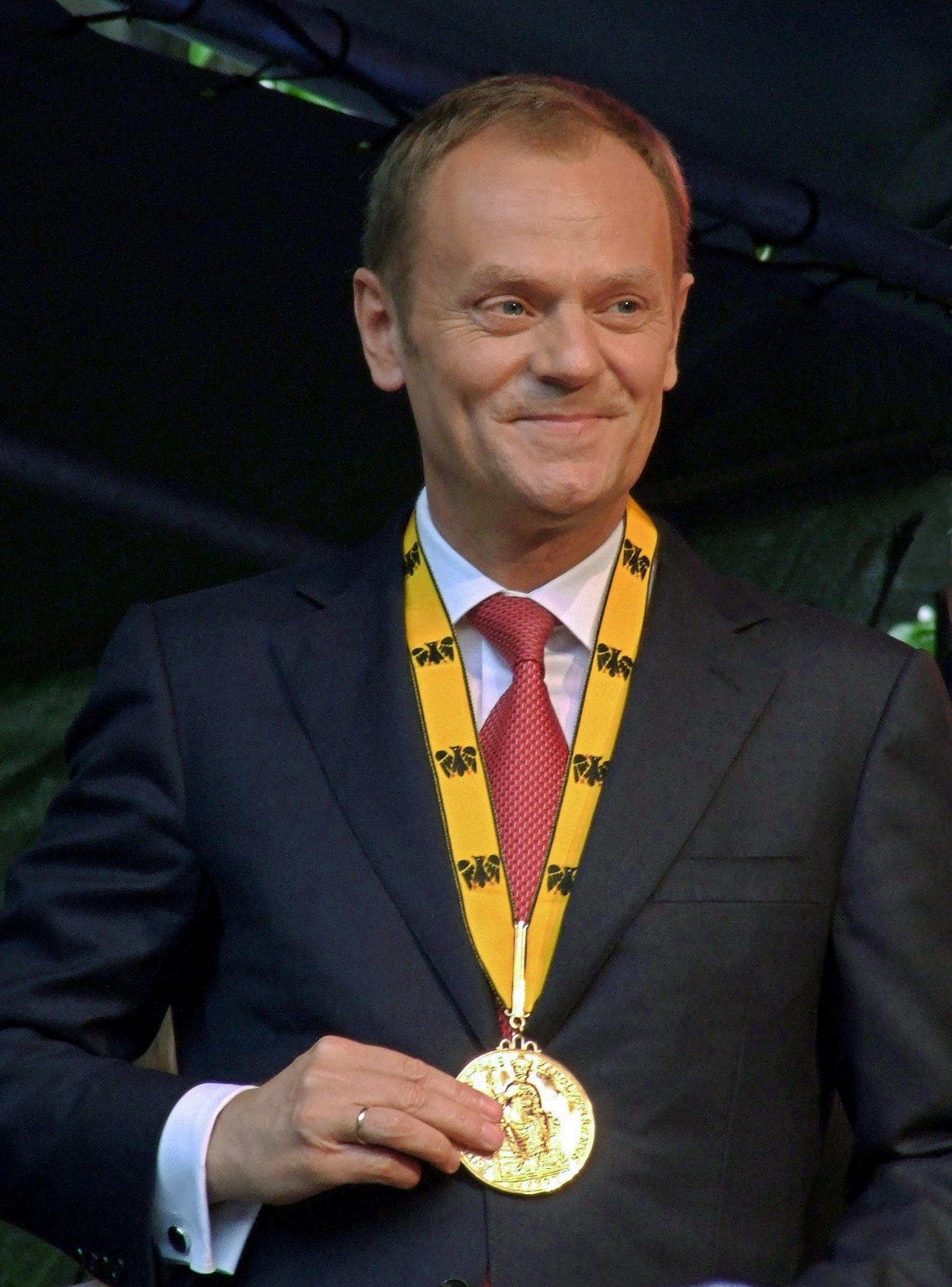
Donald Tusk

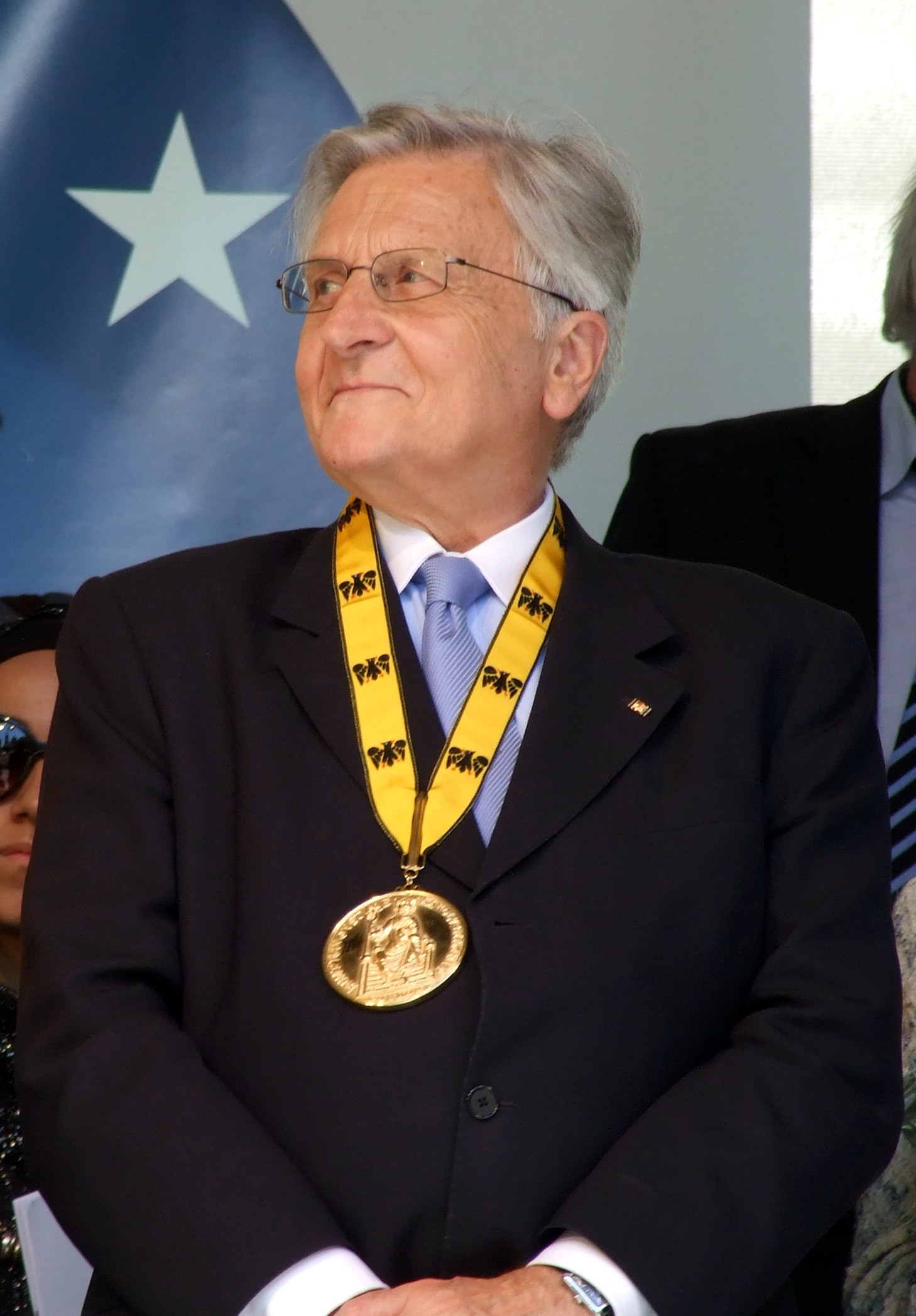
Jean-Claude Trichet

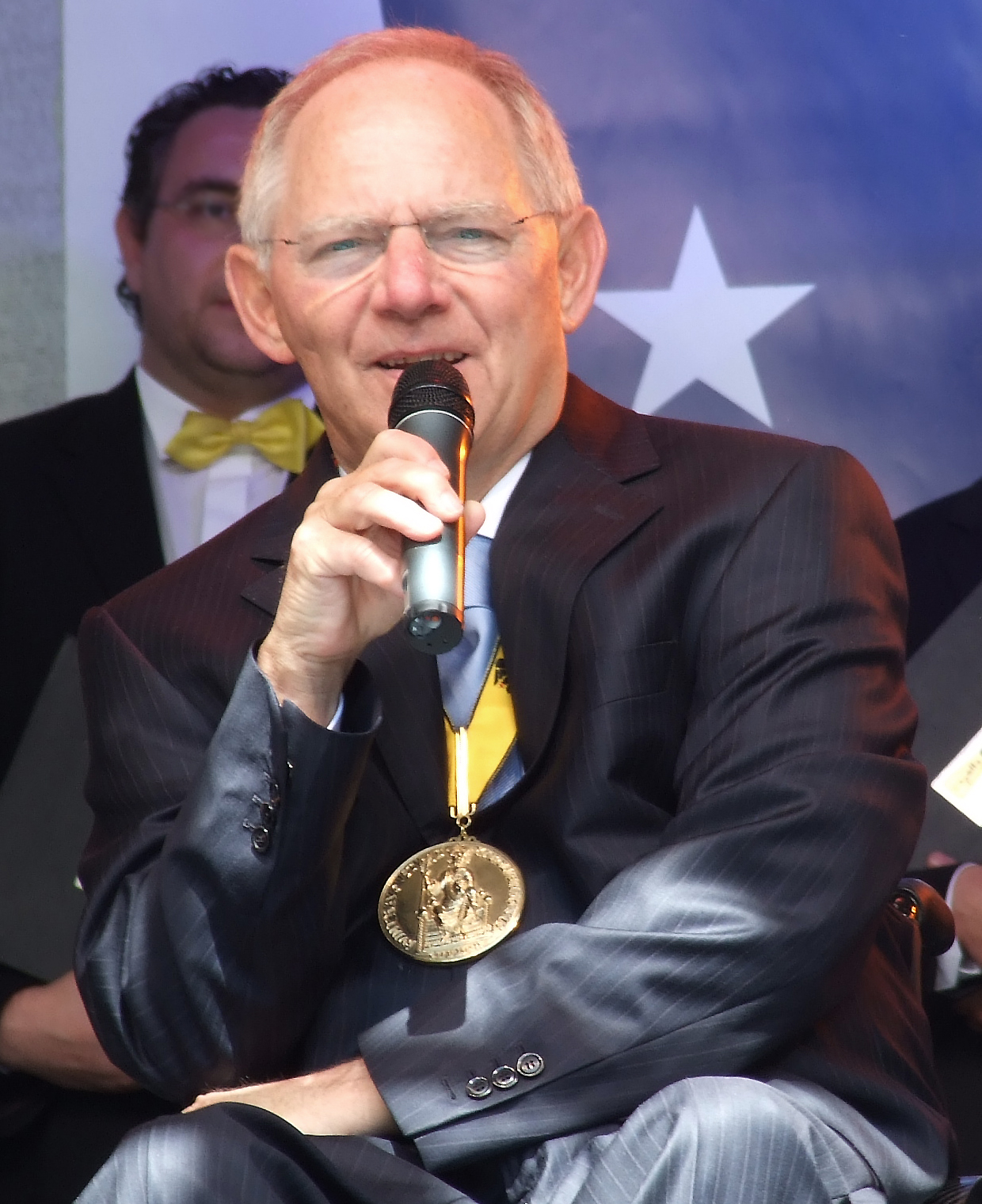
Wolfgang Schäuble

## Laureaci Nagrody Karola Wielkiego
- 1950 – Richard Coudenhove-Kalergi,
- 1951 – Hendrik Brugmans,
- 1952 – Alcide De Gasperi,
- 1953 – Jean Monnet,
- 1954 – Konrad Adenauer,
- 1955 – Winston Churchill,
- 1957 – Paul-Henri Spaak,
- 1958 – Robert Schuman,
- 1959 – George Marshall,
- 1960 – Joseph Bech,
- 1961 – Walter Hallstein,
- 1963 – Edward Richard George Heath,
- 1964 – Antonio Segni,
- 1966 – Jens Otto Krag,
- 1967 – Joseph Luns,
- 1969 – Komisja Europejska,
- 1970 – François Seydoux de Clausonne,
- 1972 – Roy Jenkins,
- 1973 – Salvador de Madariaga,
- 1976 – Leo Tindemans,
- 1977 – Walter Scheel,
- 1978 – Konstandinos Karamanlis,
- 1979 – Emilio Colombo,
- 1981 – Simone Veil,
- 1984 – Karl Carstens,
- 1987 – Henry Kissinger,
- 1988 – kanclerz Niemiec Helmut Kohl i prezydent Francji François Mitterrand,
- 1989 – brat Roger z Taizé,
- 1990 – Gyula Horn,
- 1991 – Václav Havel,
- 1992 – Jacques Delors,
- 1993 – Felipe González Márquez,
- 1994 – Gro Harlem Brundtland,
- 1995 – Franz Vranitzky,
- 1996 – królowa Holandii Beatrycze,
- 1997 – Roman Herzog,
- 1998 – minister spraw zagranicznych Bronisław Geremek,
- 1999 – Tony Blair,
- 2000 – prezydent USA Bill Clinton,
- 2001 – György Konrád,
- 2002 – Euro,
- 2003 – przewodniczący Konwentu Europejskiego Valéry Giscard d’Estaing,
- 2004 – Pat Cox,
- 2004 – obok Pata Coxa, Przewodniczącego Parlamentu Europejskiego, nadzwyczajną edycję renomowanej niemieckiej Nagrody Karola otrzymał Jan Paweł II wyróżniony za zaangażowanie i wkład w zakończenie zimnej wojny oraz pokojowy wpływ na Europę i świat.
- 2005 – Carlo Azeglio Ciampi,
- 2006 – Jean-Claude Juncker,
- 2007 – Javier Solana,
- 2008 – Angela Merkel,
- 2009 – Andrea Riccardi,
- 2010 – Donald Tusk,
- 2011 – Jean-Claude Trichet[2],
- 2012 – Wolfgang Schäuble[3],
- 2013 – Dalia Grybauskaitė[2],
- 2014 – Herman Van Rompuy[4],
- 2015 – Martin Schulz,
- 2016 – papież Franciszek
- 2017 – Timothy Garton Ash
- 2018 – Emmanuel Macron
- 2019 – António Guterres
- 2020 – Klaus Iohannis
- 2022 – Swiatłana Cichanouska, Maryja Kalesnikawa, Wieranika Cepkała[5]
- 2023 – Wołodymyr Zełenski i naród ukraiński[6]
- 2024 – Pinchas Goldschmidt, naczelny rabin, przewodniczący Konferencji Rabinów Europejskich (CER) i społeczności żydowskich w Europie
- 2025 – Ursula von der Leyen, Przewodnicząca Komisji Europejskiej[7]